# Hannover Leasing
Die Hannover Leasing GmbH & Co. KG ist eine zur Corestate Capital Group gehörende Vermögensverwaltungsgesellschaft mit Sitz in Pullach.

## Hintergrund
Hannover Leasing wurde 1981 gegründet und ist eine der größten Initiatorinnen für Investmentfonds in Deutschland, insbesondere für 
geschlossene Fonds für Privatanleger beziehungsweise – seit Inkrafttreten des Kapitalanlagegesetzbuches (KAGB) im Juli 2013 – geschlossene alternative Investmentfonds (AIF). Aus diesem Grund hat das Unternehmen mit der Hannover Leasing Investment GmbH eine Tochtergesellschaft gegründet, die im März 2014 von der Bundesanstalt für Finanzdienstleistungsaufsicht (BaFin) die Erlaubnis für die Tätigkeit als Kapitalverwaltungsgesellschaft (KVG) erhalten hat. 
Insgesamt haben sich bislang mehr als 70.900 Anleger an Fonds von Hannover Leasing beteiligt und dabei 10,8 Milliarden Euro Eigenkapital investiert. Das Gesamtinvestitionsvolumen der von Hannover Leasing verwalteten Vermögenswerte beläuft sich auf rund 8,5 Milliarden Euro.
Zu den Tochter- und Beteiligungsgesellschaften gehören zudem die Accontis GmbH Finanzanlagen und Beteiligungen, die DIV Deutsche Immobilienfonds GmbH sowie über 250 verschiedene Objektgesellschaften. Hannover Leasing ist Mitglied im Bundesverband Deutscher Leasing-Unternehmen.
Im Dezember 2016 kündigten die Landesbank Hessen-Thüringen und der Sparkassen- und Giroverband Hessen-Thüringen an, 95 Prozent ihrer Anteile an die luxemburgische Corestate Holding zu verkaufen.
Nach Zustimmung der BaFin im Juni 2017 übernahm Corestate 94,9 Prozent der Anteile an Hannover Leasing. Die Landesbank Hessen-Thüringen blieb Minderheitsgesellschafterin mit 5,1 Prozent der Anteile.

## Produkte
Hannover Leasing konzipiert strukturierte Finanzierungen sowie geschlossene Fonds und andere Beteiligungsmöglichkeiten für private und institutionelle Investoren. Die Investitionsschwerpunkte liegen auf den Assetklassen Immobilien Inland und Immobilien Ausland.
Seit 1990 hat Hannover Leasing im Publikumsbereich 46 Immobilienbeteiligungen im Inland aufgelegt. Das aktuell verwaltete Immobilienvermögen in Deutschland beläuft sich auf 4,17 Milliarden Euro. Der Investitionsfokus liegt auf Büroimmobilien an den Standorten Berlin, Düsseldorf, Frankfurt, Hamburg, Köln, München und Stuttgart sowie auf B-Standorten in Ballungszentren wie dem Rhein-Main-Gebiet oder dem Ruhrgebiet. Das Unternehmen ist darüber hinaus im Bereich der öffentlichen Infrastruktur aktiv. Seit 1993 realisiert Hannover Leasing zusammen mit Partnern der Öffentlichen Hand Hochbauprojekte wie Verwaltungsgebäuden, Schulen, Krankenhäusern oder Feuerwachen. Die in diesem Bereich verwalteten Vermögenswerte belaufen sich auf 1,55 Milliarden Euro.
Publikumsfonds mit Immobilien im Ausland bietet das Unternehmen seit 1996 an. Die elf Auslandsbeteiligungen entsprechen einem aktuell verwalteten Vermögenswert von 1,80 Milliarden Euro. Der Investitionsfokus liegt auf Gewerbeimmobilien in den Benelux-Staaten, Niederlande, Belgien und Luxemburg, in Großbritannien, Frankreich, Polen, Tschechien sowie Nordamerika.
Flugzeugbeteiligungen gehören seit 1994 zum Portfolio von Hannover Leasing. Das Unternehmen hat bislang 51 geschlossene Publikumsfonds, die in Flugzeuge investieren, aufgelegt. Der aktuell in diesem Bereich verwalteten Vermögenswerte belaufen sich auf knapp 1 Milliarde Euro. Hannover Leasing konzentriert sich vor allem auf Maschinen der Airbus A320-Familie, die in großen Stückzahlen hergestellt und von zahlreichen Fluggesellschaften eingesetzt werden. Darüber finanziert das Unternehmen auch Flugzeuge des Typs Airbus A380.
Zusätzlich ist der Hannover Leasing über die Hanover Leasing Automotive GmbH („HLA“) im Bereich des Automobil-Leasing-Geschäfts tätig gewesen. Diese Gesellschaft hat in 2013 das Neugeschäft eingestellt und die Fuhrparkmanagement-Aktivitäten veräußert. Die Geschäftstätigkeit erstreckte sich seitdem auf die Abwicklung des bestehenden Portfolios.

## Kritik
Bei acht der insgesamt 14 Filmfonds von Hannover Leasing (HL) hatte die Finanzverwaltung Steuerhinterziehung vermutet. Betroffen sind 7500 Anleger, die knapp eine Milliarde Euro in diese Fonds investiert haben. Mit Entscheidung des Finanzgerichts München vom 19. Dezember 2013 wurden jedoch die erhobenen Vorwürfe zurückgewiesen und die den Filmfonds zugrunde liegende steuerliche Gestaltung anerkannt.
Im Streit sind auch den Anlegern entstandene Steuernachzahlungen in Millionenhöhe, über die noch nicht rechtskräftig entschieden wurde wie auch nicht über die wegen dieser Vorwürfe gegen Hannover Leasing erhobenen Schadensersatzansprüche der Anleger. Vor den Zivilgerichten in Deutschland sind mehr als 600 Zivilklagen einschließlich Mahnverfahren mit einem Gesamtstreitwert von ca. 121 Millionen Euro von Anlegern von Medienfonds der Hannover Leasing anhängig, die sich gegen Gesellschaften der Hannover Leasing Unternehmensgruppe richten bzw. gerichtet haben (Stand: 29. Mai 2012)."